# Lili Darvas

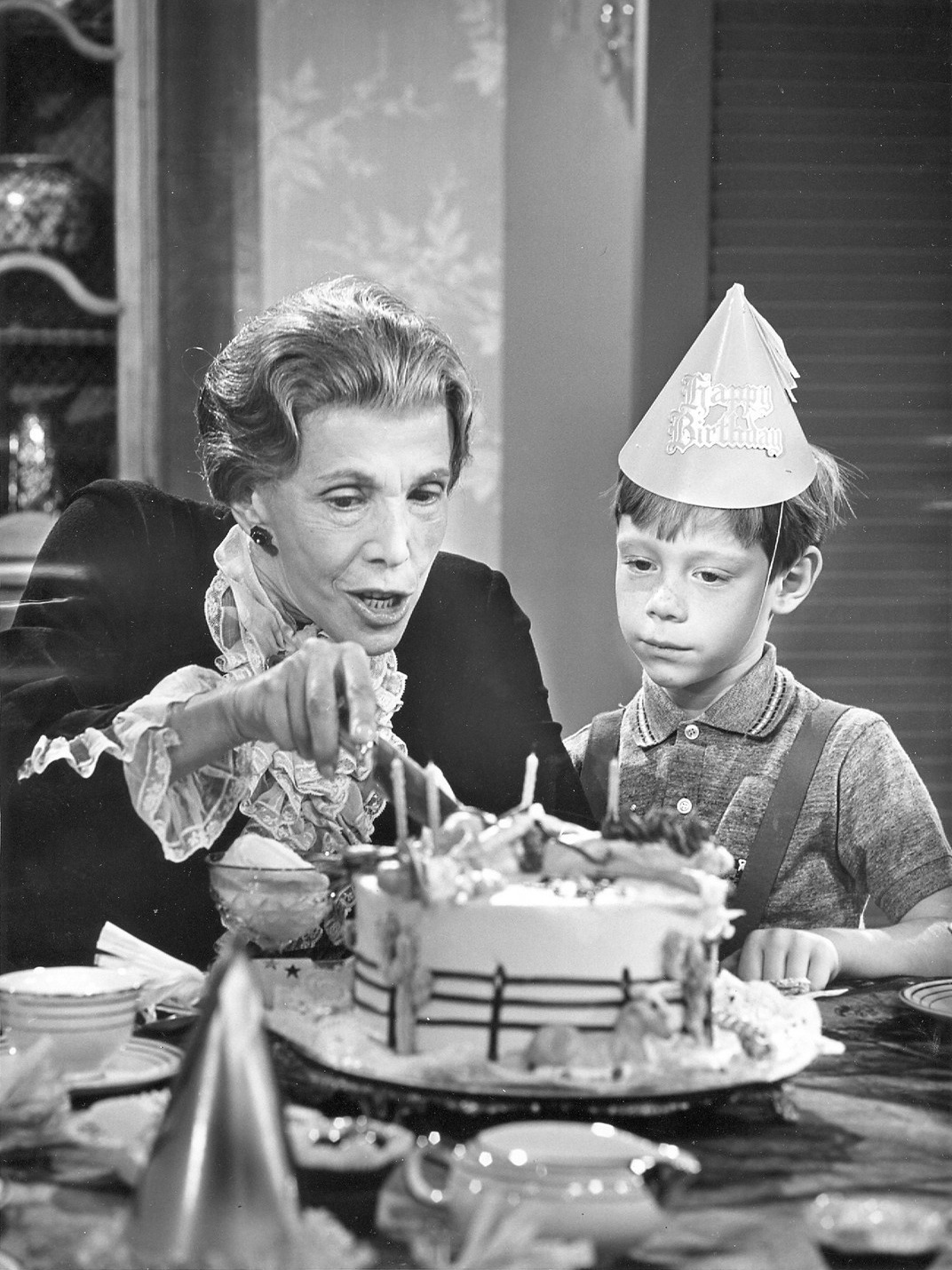
Con Billy Mumy en el episodio de The Twilight Zone, "Long Distance Call" (1961)

Lili Darvas (nacida como Lili Sára Darvas; 10 de abril de 1902-22 de julio de 1974) fue una actriz húngara conocida por su trabajo en el teatro en Europa y Estados Unidos y, más tarde en su carrera, en el cine y la televisión.
Fue nominada al Premio Tony a la mejor actriz en una obra de teatro en 1971 por su interpretación en Les Blancs. Recibió elogios de la crítica por su interpretación en la película de 1971 Love, por la que recibió un premio especial en el Festival de Cannes y un accésit de la National Society of Film Critics. Sus otras apariciones en el cine incluyen Meet Me in Las Vegas (1956) y el remake de 1960 de Cimarron.

## Vida y carrera
Darvas nació en Budapest en 1902, hija de Berta (de soltera, Freiberger) y Alexander Darvas. Estudió en el Budapest Lyceum y debutó como actriz profesional a los 20 años.
En 1925 se casó con el dramaturgo Franz Molnar, y se convirtió en miembro del grupo de teatro de Max Reinhardt, aprendiendo alemán y uniéndose al Theater in der Josefstadt, desde 1925 hasta el Anschluss de 1938, cuando se vieron obligados a huir. Entre sus coetáneas se encontraban Luise Rainer y Lotte Lenya. Fue la primera "Olympic" como la hija "Vivie" en Mrs. Warren's Profession, de George Bernard Shaw, o Genia Hofreiter en The Vast Domain, de Arthur Schnitzler. Su marido la acompañó en sus giras por Berlín, Viena y Salzburgo. En 1926 actuó en Játék a kastélyban y Riviera, de Molnar. La primera obra se representó en todos los grandes escenarios europeos el mismo año que se representó en Broadway. En 1927 interpretó el papel de Titania en la producción de Reinhardt A Midsummer Night's Dream.
En Nueva York, directores de teatro y editores bombardearon a la pareja con ofertas e invitaciones. Incluso fueron recibidos por el presidente Calvin Coolidge en la Casa Blanca, y el quincuagésimo cumpleaños de Molnár se celebró por todo lo alto.
Darvas obtuvo la nacionalidad estadounidense en 1944. Debido a los largos periodos de separación posteriores y a los viajes de Darvas, la pareja se separó amistosamente, pero siguieron casados y siendo amigos hasta la muerte de Molnár en 1952.
Interpretó a Granny Bayles en el episodio de The Twilight Zone "Long Distance Call" (Temporada 2 - Episodio 22) en 1961. En 1970 apareció en la película húngara de Károly Makk Love (Szerelem).